# Villa di Poggio Gherardo

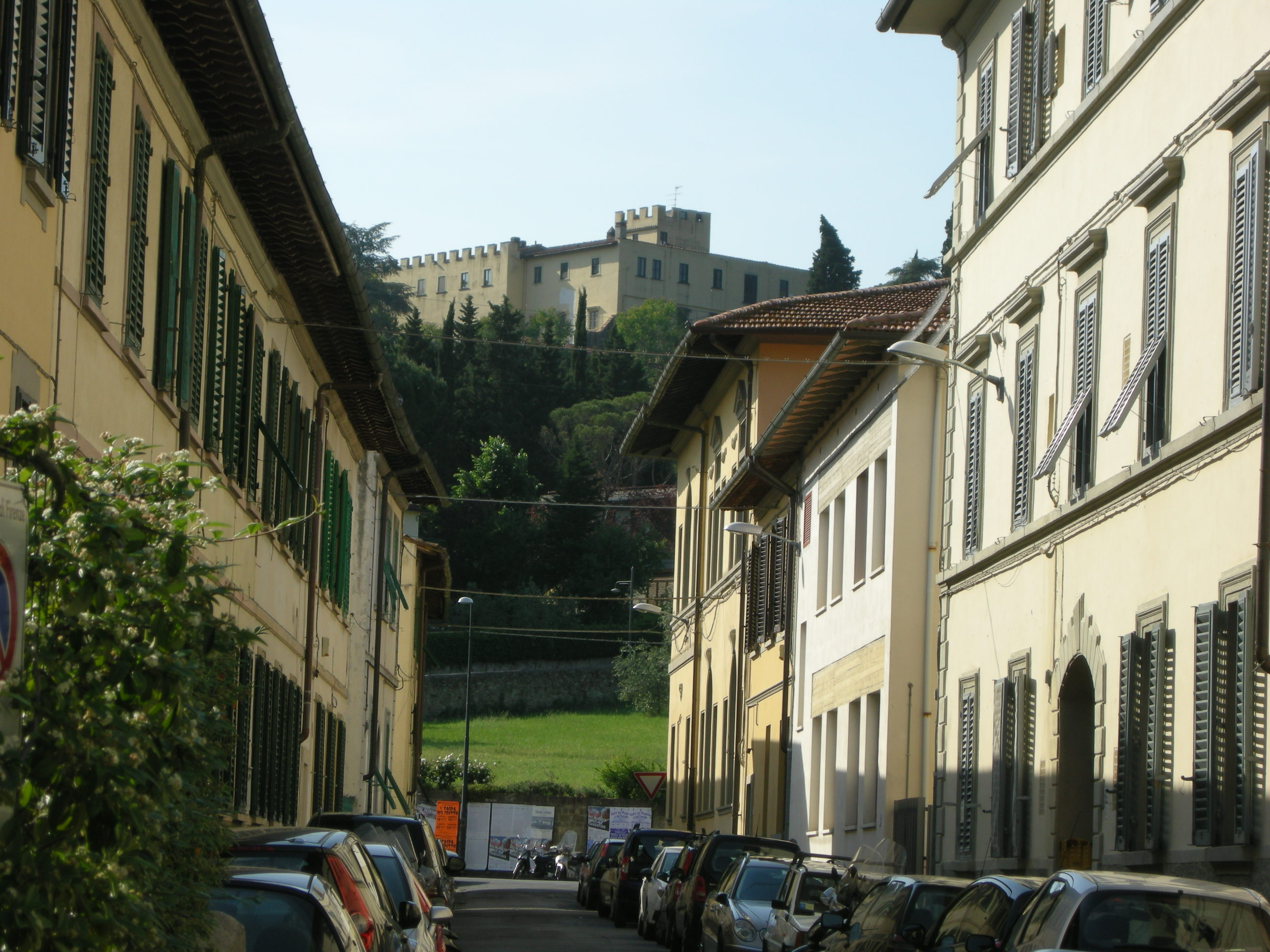
A Villa di Poggio Gherardo vista de Fiesole.

A Villa di Poggio Gherardo é um palácio italiano de que se encontra na colina de Coverciano, na Via di Poggio Gherardo, comuna de Fiesole, possuindo todas as características duma casa de campo ou de pequeno castelo medieval.
Possui uma torre com paredes merladas e sólidos bastiões por todos os lados que formam aterros. Os primeiros proprietários foram os Mancini, que chamaram a villa de Il Palagio di Coverciano (O Palácio de Coverciano). Depois da Batalha de Montaperti, o edifício foiconfiscado aos Mancini, que eram Gibelinos, e passou para os Magalotti. Depois destes, passou aos Zati e, em 1433, aos Gherardi, que deram o seu nome à colina em que se encontra a villa. Posteriormente, esta passou aos herdeiros dos Ross.
Actualmente, o edifício é sede do Instituto Antoniano Masculino dos Padres Pregadores (Istituto Antoniano Maschile dei Padri Rogazionisti).
A tradição diz que nesta villa terá habitado Giovanni Boccaccio durante a peste de 1348.